# 이화 (고려)
이화(李華, 생몰년 미상)는 고려의 문신으로 이충민의 아들이며 이진유의 부친이다. 아내는 황진(黃璡)의 딸 황씨(黃氏)로, 그녀와의 사이에서 이진유를 낳았다. 
이화는 조선을 건국한 조선 태조의 10대조이며 태조의 이복 동생이자, 한국어 발음이 같은 의안대군 이화의 10대조이기도 하다.

## 생애
이충민과 황씨(黃氏)의 아들로 태어났다.
생전 추밀(樞密)을 지냈고 집안이 가난해 협객을 자처하며 술집과 기생집을 드나드는 등 가정에 관심을 보이지 않았으나, 그의 아내는 시어머니를 모시고 살던 중 강도에게 습격당했으나 절개를 지켰고, 당시 청림태수(靑林太守)의 보고로 포상을 받았으며 정려문(旌閭門)을 통해 열녀로 추서되었다.
동국세기 및 충효전에 따르면 이름은 이덕량(德亮, 德郞)이며, 아내는 김씨(金氏)라고 한다.

## 가족
- 부친: 이충민
- 모친: 최씨(崔氏)
- 아내: 황씨(黃氏) 또는 김씨(金氏)
- 아들: 이진유

## 참고
- 12세(世) 화(華)